# Manduca exacta
Manduca exacta är en fjärilsart som beskrevs av Gehlen. 1928. Manduca exacta ingår i släktet Manduca och familjen svärmare. Inga underarter finns listade i Catalogue of Life.